# بيار عدس
بيار عدس، قرية فلسطينية في قضاء يافا احتلها الصهاينة في 12 نيسان، 1948 وقتلوا وشردوا أهلها، وسويت بالأرض.

## الموقع
تقع القرية على بعد 19 كيلومتراً إلى الشمال الشرقي من يافا، على ارتفاع لا يتجاوز الخمسين متراً عن سطح البحر، بين قريتي جلجولية شرقا ومستعمرة مجدئيل الصهيونية غرباً، وقد سميت بهذا الأسم بسبب وجود مخازن فيها للعدس محفورة في الحجر تحت الأرض
يمر بطرف القرية الشرقي أحد الأودية الرافدة لنهر العوجا، وقد بلغت مساحة القرية الـ14 دونماً، وبلغ عدد بيوتها في أواخر عهد الانتداب البريطاني قرابة الـ50 بيتاً.
بلغت مساحة الأراضي التابعة لها 5.492 دونماً منها 109 دونمات تسربت لليهود، و40 دونماً للطرق والأودية، و 5.308 دونمات أراض زراعية. كانت تحيط بالقرية بساتين الحمضيات والأشجار المثمرة ومزارع الحبوب والخضر.

## سكان القرية
بلغ عدد سكانها عام 1922 الـ 87 نسمة، وعام 1931 الـ 161 نسمة، وارتفع ليبلغ الـ300 في عام 1945، وكان عددهم 384 نسمة عشية حرب عام 1948، وكان معظمهم يعملون في الزراعة.
سكن بالقرية عائلات منها مشرفة، النيص، مرجان، خضراوي، لويسي، أبو صالح، السوقي وغيرها.
يقدر عدد اللاجئين من تلك القرية اليوم بحوالي الـ2000.
يسكن معظمهم في قلقيلية، جلجولية، بيت أمين، كفر ثلث، مخيم بلاطة، مخيم طولكرم، طوباس وفي الشتات.

## احتلال القرية وتطهيرها عرقيا
في 12 نيسان 1948 هاجمت وحدات صهيونية من منظمتي الليحي والإرغون القرية وقتلوت عدداً من السكان وطرد الباقون، ثم نسفوا بيوت القرية. في 16 حزيران\ يونيو 1948 سجل رئيس الحكومة الإسرائيلية دافيد بن- غوريون، في يومياته أن بيار عدس سويت بالأرض.
أقام الصهاينة على أراضي القرية مستعمرة “جنيعام” واستغلوا أراضيها في الزراعة المروية الكثيفة. في سنة 1950 أنشئت مستعمرة عدنيم على أراضي القرية، إلى الجنوب الغربي من موقعها. وبعد عام أقيمت مستعمرة إيليشماع بالقرب منها.
تظهر في الموقع نباتات الصبار وأشجار التين والنخيل وأنقاض منازل، ولا يزال عدد من المنازل وأجزاء منها باقية تحيط بها النباتات البرية أو بساتين الفاكهة الإسرائيلية.